# زيلكويستنيل
زيلكويستينيل (بالإنجليزية: Zelquistinel) هو مركب دوائي يُطوَّر من قبل شركة إيلي ليللي لعلاج الاكتئاب. يُعطى عن طريق الفم، ويعمل كمعدِّل إيجابي غير مباشر لمستقبل NMDA.
مما يساهم في تعزيز الاتصال المشبكي بين الخلايا العصبية في الدماغ، ويُعتقد أن له تأثيرات سريعة ومستمرة على الحالة المزاجية.
تم تطوير زيلكويستينيل في البداية من قبل شركة "ناورال إنوفيشنز" (Naurex Inc)، وهي شركة متخصصة في تطوير أدوية للأمراض العصبية. ثم انتقلت حقوق التطوير إلى شركة إيلي ليللي بعد استحواذها على الشركة الأم لاحقًا. يُعد هذا الدواء الجيل الثاني من هذه الفئة، بعد دواء سابق يُدعى Rapastinel، الذي لم يُستكمل تطويره بعد نتائج سريرية غير مواتية.
أظهر زيلكويستينيل في الدراسات قبل السريرية والسريرية المبكرة قدرته على تعزيز اللدونة المشبكية (synaptic plasticity) وتحسين الأعراض المرتبطة بالاكتئاب. تشير الأبحاث إلى أنه قد يمتلك بداية تأثير سريعة واستمرارية في الفعالية، مما يجعله مرشحًا واعدًا في علاج الاضطراب الاكتئابي الكبير، خاصة لدى المرضى الذين لا يستجيبون بشكل كافٍ للعلاجات التقليدية.
حتى عام 2023، كان زيلكويستينيل في المرحلة الثانية من التجارب السريرية لتقييم فعاليته وسلامته في علاج الاكتئاب.